# David Seymour
David "Chim" Seymour, eg. Szymin, född 20 november 1911 i Warszawa, död 10 november 1956 i Egypten, var en polsk-amerikansk fotograf och fotojournalist. Han föddes i Warszawa (föräldrarna var polska judar) och blev intresserad av fotografi då han studerade i Paris. Han började jobba som frilansande journalist 1933.
Chims bevakning av spanska inbördeskriget, Tjeckoslovakien och andra europeiska händelser etablerade hans rykte. Han var särskilt känd för sin gripande behandling av människor, särskilt barn. 1939 dokumenterade han lojalistiska spanska flyktingars färd till Mexiko och han var i New York när andra världskriget bröt ut. Han blev amerikansk medborgare 1942, samma år som hans föräldrar dödades av nazisterna. Efter kriget återvände han till Europa för att för Unescos räkning dokumentera den svåra situation flyktingbarn hade.
1947 grundade Chim fotokooperativet Magnum tillsammans med bland andra Robert Capa och Henri Cartier-Bresson, som han blivit vän med i Paris på 1930-talet. Efter Capas död 1954 blev Chim Magnums president. Den befattningen hade han till den 10 november 1956, då han (och den franske fotografen Jean Roy) dödades av egyptisk maskingevärseld, en vecka och tre dygn före Seymours 45-årsdag, då de bevakade Suezkrisens vapenstillestånd.